# Carrabba
Carrabba is een plaats (frazione) in de Italiaanse gemeente Mascali.